# Atlantic Records
Atlantic Recording Corporation (hay đơn giản là Atlantic Records) là một hãng thu âm lớn của Hoa Kỳ, được biết đến với các bản thu R&B, rock and roll, jazz, và hip hop. Trong 20 năm đầu, Atlantic được coi là một trong những hãng ghi âm quan trọng nhất tại Hoa Kỳ, đặc biệt về các bản thu nhạc jazz, R&B và soul của các nghệ sĩ Mỹ gốc Phi như Aretha Franklin, Ray Charles, Wilson Pickett, Sam and Dave, Ruth Brown và Otis Redding.
Vào năm 1967, Atlantic trở thành đơn vị hoàn toàn trực thuộc Warner Bros.-Seven Arts, giờ là Warner Music Group, đồng thời mở rộng sang các nhạc rock và pop. Năm 2004 Atlantic Records và hãng thu âm Elektra Records sáp nhập thành Atlantic Records Group. Craig Kallman hiện là chủ tịch Atlantic Records. Đồng sáng lập hãng Ahmet Ertegün đóng vai trò là chủ tịch sáng lập cho tới khi ông mất năm 2006. Ngày nay, Atlantic Records là đơn vị sở hữu nhiều nghệ sĩ thuộc nhiều thể loại khác nhau.